# Appletini
El Apple Martini o Martini de manzana (Appletini para abreviar) es un cóctel que contiene vodka y uno o más jugos de manzana, sidra de manzana, licor de manzana o brandy de manzana.
Esta bebida fue originalmente llamada Adam's Apple Martini, porque el cantinero que la creó se llamaba Adam, fue creada en 1996 en el restaurante Lola's West Hollywood.
La Adam's Apple fue anunciada por Smirnoff en la edición de julio de 1972 de la revista Playboy en la portada interior. La receta requería una onza de Smirnoff y jugo de manzana en un vaso alto con hielo.

## Receta
En su forma más pura, contendría:
4 cl (1⅓ oz) de vodka o ginebra tipo superior (top shelf) 2 cl (⅔ oz) de jugo de manzana, sidra o, con mayor frecuencia, puchero de manzana (apple pucker).
Típicamente, los ingredientes se agitan o revuelven y luego se cuelan en un vaso de cóctel.

### Variantes
También se puede agregar sour mix en la mezcla antes de agitarse.
Opcionalmente, se puede incluir vermut, como en un Martini regular.
Una variación común del appletini es el Rumpletini, con un ron ligero o blanco en lugar del vodka.
Se puede preparar un cóctel similar con el vermut blanco Martini Bianco y el jugo de manzana en un vaso alto lleno de hielo.

## En cultura popular
- Algunos creen que el Appletini no podría haberse inventado en 1996 como se afirma ua que se menciona como la bebida servida a Jeff Bailey / Markham en el noir clásico de Jacques Tourneur Out of the Past (1947), sin embargo, la creencia es debida a un error en los subtítulos, donde en vez de "have a Martini" («tomar un Martini») se escribió "apple Martini" («Martini de manzana»).
- El Appletini es la bebida favorita de John Dorian (J.D.) en la serie de TV Scrubs, el cual siempre la pide como "An Appletini please, easy on the tini" («Un Appletini por favor, con poco tini», es decir, con más apple que tini, es decir, con poco alcohol), por lo que se le llama de «afeminado».
- Junto con ron y una Coca-Cola Light, también es la bebida favorita de Alan Harper en Two and a Half Men.
- En la película de Disney de 2007, Encantada, a Giselle se le ofrece un Appletini, sin saber que está envenenado. La advertencia de Robert es que sea cautelosa, pero mientras trata de beber, Pip le quita la bebida de las manos.
- En la película de 2010 The Social Network, en la reunión inicial entre los cofundadores de Facebook Mark Zuckerberg y Eduardo Saverin y el cofundador de Napster, Sean Parker, Parker le compra a la mesa algunas rondas de la bebida. En la vida real, Zuckerberg nunca tomó un appletini hasta que asistió al estreno de la película. Después de ver la película, Zuckerberg hizo la bebida oficial de Appletini en Facebook.
- En la serie de televisión estadounidense Modern Family, se ve a Claire (Julie Bowen) pidiendo un Appletini.
- En la película de 2017, Molly's Game, dos mafiosos se encuentran con Molly en el hotel Four Seasons y John G ordena a un Appletini que demuestre que puede manejarse entre la élite de Manhattan.
- En la serie de televisión estadounidense Community, el personaje principal Jeff le compra a su amiga Annie Edison una Appletini como disculpa.
- En la serie de televisión estadounidense Impractical Jokers, un día en la bolera, Joe tuvo que gastar una broma a un grupo de hombres, ofreciéndoles comprarles una ronda de Appletinis.
- En la serie de televisión estadounidense Mr. Robot, Elliot se encuentra con Mr. Robot en un bar y procede a pedir un Appletini.
- En la serie de televisión estadounidense Cómo conocí a tu madre, Ted Mosby ordena un Appletini al informarle al novio de Robin que no es homosexual.
- En la serie de televisión estadounidense Lucifer, la bebida favorita de Eve es un Appletini.
- En la serie de televisión estadounidense Two and a Half Men, Jerome Burnett le pide a Charlie Harper un Appletini.